# Eva Illouz
Eva Illouz (en hébreu : אווה אילוז), née le 30 avril 1961 à Fès au Maroc, est une sociologue et universitaire franco-israélienne d'origine marocaine spécialisée dans la sociologie des sentiments et de la culture. Elle est directrice d'études à l'École des hautes études en sciences sociales (EHESS) à partir de 2015. En 2024, elle reçoit le prix Aby-Warburg.

## Biographie

### Jeunesse et formation
Née le 30 avril 1961 à Fès au Maroc, d'Émile-Haïm un bijoutier et d'Alice, une mère au foyer d'une famille de 4 enfants, Eva Illouz déménage en France en 1971 alors qu’elle a 10 ans,.
Diplômée de l'université Paris-Nanterre en sociologie, elle suit ensuite des cours de communication à l'université hébraïque de Jérusalem entre 1983 et 1986. Entre 1986 et 1991, elle étudie à l'école de communication et d'études culturelles de l'université de Pennsylvanie, où elle obtient un doctorat.
Elle parle couramment le français, l'hébreu, l'anglais et l'allemand.

### Carrière
Deux ans après l'obtention de son doctorat, en 1993, elle est professeure invitée à l'université Northwestern, dans l'Illinois. Elle reste à ce poste jusqu'en 1995.
En 2000, elle enseigne la sociologie à l'université hébraïque de Jérusalem, et devient professeur d'université en 2004. Elle est professeure invitée à l'université de Princeton pendant un an. Elle est nommée directrice de l'école des beaux-arts Bezalel, à Jérusalem.
Depuis 2015, elle est directrice d'études à l'École des hautes études en sciences sociales (EHESS) à Paris, et enseigne également à l'université de Zurich, en Suisse.
Depuis septembre 2022, elle est professeur à l'université Zeppelin.
En 2024, la ville de Hambourg lui décerne le prix Aby-Warburg, attribué tous les quatre ans.
Eva Illouz est l'auteure de 12 livres traduits en 18 langues et écrit régulièrement pour des journaux tels que Die Zeit, Le Monde et Ha'aretz.
Elle connait un fort succès en Allemagne où ses livres sont édités à plus de 250 000 exemplaires.
Le comité du prix Israël choisit Eva Illouz pour recevoir ce prix en 2025. En mars 2025, le ministre israélien de l'Éducation, Yoav Kisch, annule la sélection d'Illouz, la décrivant comme animée par une « idéologie anti-israélienne » car elle a signé un appel en 2021 demandant à la Cour pénale internationale d'enquêter sur les potentiels crimes de guerre commis par l'armée israélienne en Cisjordanie,.

## Recherches
Eva Illouz explore les liens entre les émotions dont on connaît les difficultés pour les définir ou les dénombrer (neuf, selon elle) et la communication, en particulier dans le cadre d'une société de consommation.
Elle s'intéresse au rôle des médias dans la création du vocabulaire, des métaphores et des causalités à travers lesquels nous percevons, interprétons et façonnons notre vie émotionnelle. Elle interroge l'évolution des médias, dont la mission de captiver un public modifie la façon dont ce dernier traite les émotions complexes. Elle se demande notamment si les médias ont contribué à une transformation de notre vie émotionnelle et, le cas échéant, quelle est la nature de cette transformation.
Un autre de ses axes de recherche porte sur la manière dont la culture privée et plus particulièrement les relations amoureuses (comme les rendez-vous et le choix des partenaires) est influencée par le capitalisme et les médias de masse,,.
Ses travaux, qui couvrent un large cadre d'analyse, s'appuient sur différentes disciplines telles que la sociologie historique, l'anthropologie et la sémiotique.
Illouz analyse également l'interaction entre les médias populaires, les systèmes d'information, l'économie et les émotions, montrant comment ces dimensions se façonnent mutuellement.

## Décoration
- Chevalière de la Légion d'honneur (1er juillet 2018)

## Publications

### Ouvrages en langue étrangère
- (en) Consuming the Romantic Utopia: Love and the Cultural Contradictions of Capitalism, Berkeley, University of California Press, 1997, 371 pages.
  - trad. (es) El consumo de la utopía romántica, Buenos Aires/Madrid, Katz editores S.A, 2009,  (ISBN 978-8-4968-5953-1).
- (en) The Culture of Capitalism (en hébreu), Israel University Broadcast, 2002, 110 pages.
- (en) Oprah Winfrey and the Glamour of Misery: An Essay on Popular Culture, Columbia University Press, 2003  (ISBN 0-2311-1812-0), 300 pages.
- (en) Cold Intimacies: The Making of Emotional Capitalism, Polity Press, Londres.
  - trad. (es) Intimidades congeladas, Buenos Aires/Madrid, Katz editores S.A, 2007,  (ISBN 978-8-4968-5917-3).
- (en) Saving the Modern Soul: Therapy, Emotions, and the Culture of Self-Help, University of California Press, 2008  (ISBN 978-0-5202-5373-5).
- (de) Warum Liebe weh tut, Berlin, Suhrkamp, 2011  (ISBN 978-3-5182-9657-8).
  - trad. (en) Why Love Hurts: A Sociological Explanation, 2012  (ISBN 978-0-7456-6152-0).
- (de) Die neue Liebesordnung: Frauen, Männer und Shades of Grey, Berlin, Suhrkamp, 2013  (ISBN 978-3-5180-6487-0).
- (de) Israel - Soziologische Essays, Berlin, Suhrkamp, 2015.
- Collectif , préface de Heinrich Geiselberger (trad. de l'allemand par Frédéric Joly (anglais et allemand) et Jean-Marie Saint-Lu (espagnol)), L'Âge de la régression, Paris, Premier Parallèle, 13 avril 2017, 316 p. (ISBN 979-1-0948-4148-8)

### Ouvrages en français
- Explosive modernité, Malaise dans la vie intérieure, (Traduit de l'anglais par Frédéric Joly), Collection connaissances, Gallimard, 2025.
- Les Sentiments du capitalisme (trad. de l'anglais par Jean-Pierre Ricard), Le Seuil, 2006, 208 p. (ISBN 978-2-0208-6255-4).
- Pourquoi l'amour fait mal : l'expérience amoureuse dans la modernité (trad. de l'allemand par Frédéric Joly), Paris, Le Seuil, 2012, 400 p. (ISBN 978-2-0210-8152-7).
- Hard Romance : cinquante nuances de Grey et nous (trad. de l'allemand par Frédéric Joly), Paris, Le Seuil, 2014, 160 p. (ISBN 978-2-0211-8088-6).
- (avec Edgar Cabanas), Happycratie : comment l'industrie du bonheur a pris le contrôle de nos vies (trad. de l'anglais par Frédéric Joly), Paris, Premier Parallèle, 2018, 300 p. (ISBN 979-1-0948-4176-1).
- Les Marchandises émotionnelles : l'authenticité au temps du capitalisme (trad. de l'allemand par Frédéric Joly), Paris, Premier Parallèle, 2019, 417 p. (ISBN 979-1-0948-4191-4).
- La Fin de l'amour : enquête sur un désarroi contemporain (trad. de l'anglais par Sophie Renaut), Le Seuil, 2020, 416 p. (ISBN 978-2-0214-3034-9).
- Les Émotions contre la démocratie (trad. Frédéric Joly), Premier Parallèle, 2022, 330 p. (ISBN 978-2-850-61167-4).
- Dana Kaplan et Eva Illouz (trad. de l'anglais par Charlotte Matoussowsky), Le Capital sexuel [« What is Sexual Capital? »], Le Seuil, 2023, 168 p. (ISBN 978-2021497809)
- Le 8-octobre : Généalogie d'une haine vertueuse, Paris, Gallimard, coll. « Tracts » (no 60), 2024, 61 p. (ISBN 978-2-07-309021-8, BNF 47565084, présentation en ligne).